# آنژ-گارین، کبک
آنژ-گارین (به فرانسوی: Ange-Gardien) شهری در منطقه شهری روویل ناحیه مونترژی در استان کبک کانادا است. در سرشماری سال ۲۰۱۱ این شهر ۱٬۹۹۴ نفر جمعیت داشته‌است و مساحت آن ۸۹٫۰۷ کیلومتر مربع است.